# Carl Roettgen

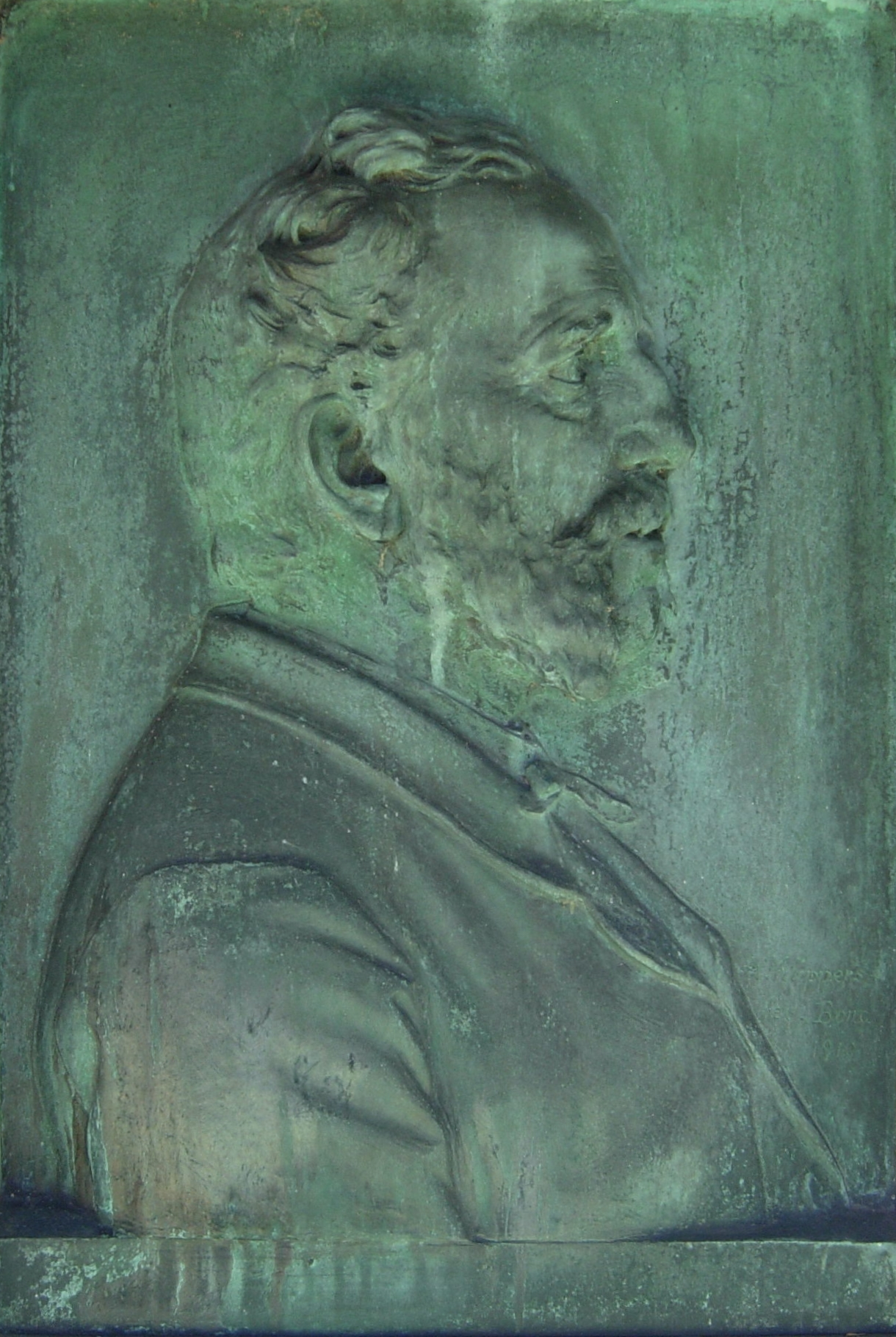
Carl Roettgen

Carl Franz Michael Roettgen (* 30. September 1837 in Bonn; † 17. März 1909 in Bonn) war ein deutscher Kunstsammler – in einer Reihe mit den rheinischen Sammlern Ferdinand Franz Wallraf, Melchior und Sulpiz Boisserée, Franz Obernier, Richard Moest, Alexander Schnütgen und Josef Haubrich.

## Leben
Carl Roettgen, Sohn des Kaufmanns Franz Roettgen (Inhabers einer Luxuswarenhandlung) und dessen Frau Louise, geb. Goldbach, besuchte das Bonner Gymnasium (heute  Beethoven-Gymnasium). Nach dem Tod seines Vaters 1852 hielt er sich fünf Jahre (zwecks kaufmännischer Ausbildung) in Belgien auf, wo ihn die Kunstsammlungen Brüssels und Antwerpens beeindruckten. Nachdem er sich als Kaufmann in Bonn etabliert hatte, hörte er kunstgeschichtliche Vorlesungen an der Bonner Universität bei Anton Springer, Carl Justi und Paul Clemen. Er verkehrte mit dem Mediziner und Kunstsammler Franz Obernier und war mit dem Bildhauer Albert Küppers befreundet (der die Portrait-Plakette für Roettgens Grab auf dem Alten Friedhof Bonn geschaffen hat). Roettgen gehörte dem Vorstand des Vereins „Alt Bonn“ an und setzte sich für den Erhalt des Sterntores ein.
1870 heiratete Roettgen Emma Busch. Sein Schwager, der Gynäkologe Karl Schroeder (verheiratet mit Anna, der Schwester Emma Buschs), regte ihn zum Sammeln an. Durch ihn lernte er auch die Kunsthistoriker Wilhelm Bode und Julius Lessing kennen. Roettgen reiste als Kunstliebhaber (zeitweise in Begleitung seines Schwagers) durch Deutschland, die Niederlande, Belgien, Frankreich und Italien. Nach Schroeders Tod 1887 übernahm Roettgen Teile seiner Sammlung und machte sie zum Grundstock der eigenen. Mitglieder des Kaiserhauses – die Kaiserin Friedrich (Frau  Friedrichs III.), Viktoria von Schaumburg-Lippe (Schwester  Wilhelms II.) und Kronprinz Wilhelm (Sohn Wilhelms II.) – interessierten sich für die Kollektion und waren Gäste im Hause Roettgen (Bonn, Nassestraße 1). Bei Paul Clemen heißt es: „Die in den drei Geschossen des Hauses aufgestellte Sammlung ist nach der Zahl der Objekte die umfangreichste unter allen rheinischen Privatsammlungen für gotische und Renaissancemöbel und Holzfiguren.“
Roettgens Grab befindet sich auf dem Alten Friedhof in Bonn.

## Sammlung
Die Sammlung bestand aus über 600 Objekten. Nicht alle Teile haben sich als echt erwiesen. Roettgens Methode, gesammelte Gegenstände zu reinigen und zu restaurieren, war umstritten (Reinigung mit Lauge, kunsthistorisch nicht immer gerechtfertigter Ersatz fehlender oder zerstörter Teile). Die Kollektion umfasste
- Holzplastiken[8] des 13. bis 17. Jahrhunderts (40 % aus Westfalen und dem Rheinland, die übrigen vorwiegend aus Süddeutschland, Belgien und den Niederlanden, etliche auch aus Frankreich und Spanien)
- Möbel und Möbelteile der Gotik und Renaissance sowie
- Gegenstände des Kunstgewerbes, einige Glas- und Ölgemälde, ferner Kataloge und Bücher.

Die Objekte verteilen sich auf diese drei Kategorien ungefähr im Verhältnis 3 : 2 : 1. Das Glanzstück ist eine Pietà aus der Zeit um 1300, die Pietà Roettgen. Drei Jahre nach dem Tod Roettgens wurden Objekte der Kollektion bei Lempertz versteigert. Heute ist die Sammlung auf viele Museen verteilt, z. B. das Rheinische Landesmuseum Bonn (darunter die Pietà Roettgen neben 16 weiteren Skulpturen), Schnütgen-Museum Köln, Kunstmuseen Krefeld und Focke-Museum Bremen.